# Teoria de nombres algebraics

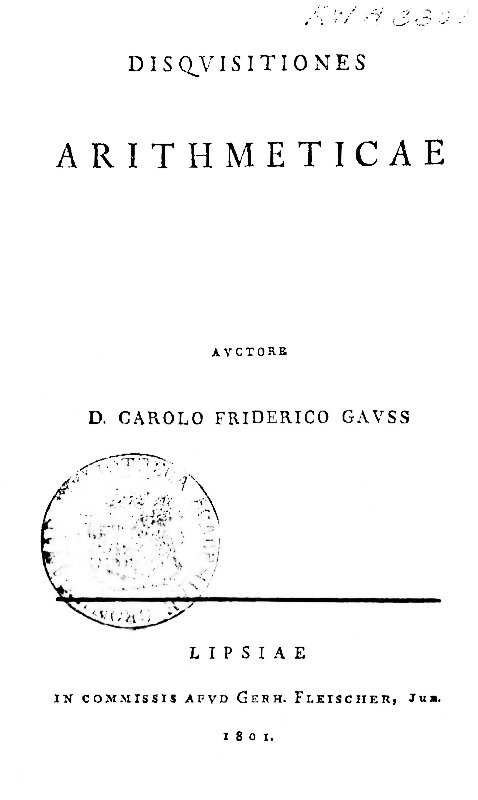
Portada de la primera edició de Disquisitiones arithmeticae, una de les obres originàries de la teoria de nombres algebraics moderna

La teoria de nombres algebraics és una branca de la teoria de nombres en què el concepte de nombre s'estén al de nombres algebraics, que són les arrels dels polinomis no nuls amb coeficients racionals. El procediment consisteix a considerar un anell d'enters algebraics O en un cos de nombres algebraics K/Q, i estudiar les seves propietats algebraiques, com la factorització, el comportament dels ideals i les extensions de cossos. Amb aquesta estructura, pot succeir que les propietats familiars dels enters, com la factorització única, no siguin certes. L'avantatge de les eines desenvolupades originàriament (la teoria de Galois, la cohomologia de grups, les representacions de grups i les funcions L) és que permet tractar amb nous fenòmens i, tot i així, recuperar part del comportament usual dels enters.

## Història de la teoria de nombres algebraics

### Diofant
Els inicis de la teoria de nombres algebraics es pot remuntar a les equacions diofàntiques, anomenades així pel matemàtic del segle iii Diofant d'Alexandria, que va estudiar-les, i va desenvolupar mètodes per resoldre'n alguns tipus. Un problema diofàntic típic és trobar dos enters x i y tals que la seva suma sigui igual a un cert nombre A, i la suma dels seus quadrats sigui igual a un cert nombre B:
{\displaystyle A=x+y}
{\displaystyle B=x^{2}+y^{2}}.
Les equacions diofàntiques han estat objecte d'estudi durant milers d'anys. Per exemple, les solucions a l'equació diofàntica quadràtica x² + y² = z² ve donada per les ternes pitagòriques, que ja eren conegudes pels babilonis (c. 1800 aC). Algunes de les primeres solucions a equacions diofàntiques lineals, com 26x + 65y = 13, es poden trobar utilitzant l'algorisme d'Euclides (c. segle v aC).
L'obra més important de Diofant fou l'Arithmetica, de la qual només se'n conserva una part.

### Fermat
L'últim teorema de Fermat fou conjecturat per Pierre de Fermat l'any 1637, quan va escriure al marge d'una còpia d'Arithmetica que havia trobat una demostració que era massa llarga perquè cabés al marge. No es va publicar cap demostració general fins a l'any 1995, tot i els esforços de nombrosos matemàtics durant els 358 anys posteriors. El fet que aquest problema estigués tant de temps sense resoldre va estimular el desenvolupament de la teoria de nombres algebraics durant el segle xix i la demostració del teorema de Taniyama-Shimura en el segle xx.

### Gauss
Una de les obres fundacionals de la teoria de nombres algebraics, Disquisitiones arithmeticae ((llatí) Investigacions aritmètiques) és un llibre de text sobre teoria de nombres escrit en llatí per Carl Friedrich Gauss l'any 1798 quan Gauss tenia 21 anys, i publicat per primer cop l'any 1801. En aquest llibre, Gauss recopila resultats de teoria de nombres obtinguts per matemàtics com Fermat, Euler, Lagrange i Legendre, i hi afegeix nous resultats propis. Abans de la publicació de Disquisitiones, la teoria de nombres consistia d'una col·lecció de teoremes i conjectures aïllats. Gauss va recopilar l'obra dels seus predecessors, juntament amb la seva pròpia obra, en un marc sistemàtic, va completar-los, va corregir demostracions incoherents, i va ampliar aquesta àrea d'estudi en diversos àmbits.
Disquisitiones fou el punt de partida per l'obra d'altres matemàtics europeus del segle xix, com Ernst Kummer, Peter Gustav Lejeune Dirichlet i Richard Dedekind. Moltes de les anotacions proporcionades per Gauss són, de fet, anuncis d'investigacions posteriors seves, algunes de les quals continuen sense ser publicades. Aquestes aportacions van resultar críptiques als seus col·legues contemporanis; actualment es poden llegir com a l'inici de les teories de les funcions L i la multiplicació complexa, en particular.

### Dirichlet
En dues publicacions de 1838 i 1839, Peter Gustav Lejeune Dirichlet va demostrar la primera fórmula de classe numèrica, per a formes quadràtiques (posteriorment refinada pel seu estudiant Kronecker). La fórmula, a la que Jacobi es va referir com un resultat que "tocava el súmmum de la perspicàcia humana", va obrir el camí per a resultats semblants sobre cossos de nombres més generals. Basat en la seva recerca sobre l'estructura del grup unitari dels cossos quadràtics, va demostrar el teorema de les unitats de Dirichlet, un resultat fonamental sobre teoria de nombres algebraics.
Dirichlet va utilitzar el principi de les caselles en la demostració d'un teorema sobre aproximació diofàntica, posteriorment anomenat teorema d'aproximació de Dirichlet en el seu honor. També va publicar importants contribucions a l'últim teorema de Fermat, per al qual va demostrar els casos n = 5 i n = 14, així com per a la llei de reciprocitat biquadràtica. El problema del divisor de Dirichlet, per al qual va trobar els primers resultats, encara és un problema sense resoldre, tot i les contribucions posteriors d'altres investigadors.

### Dedekind
L'estudi de Richard Dedekind sobre l'obra de Dirichlet el va portar al seu estudi sobre cossos de nombres algebraics i ideals. L'any 1863, va publicar les lectures de Dirichlet's sobre teoria de nombres en Vorlesungen über Zahlentheorie ((alemany) "Lectures sobre Teoria de Nombres"), sobre el que s'ha escrit:
| «                                                    | (anglès) Although the book is assuredly based on Dirichlet's lectures, and although Dedekind himself referred to the book throughout his life as Dirichlet's, the book itself was entirely written by Dedekind, for the most part after Dirichlet's death. | (català) Encara que el llibre està certament basat en les lectures de Dirichlet, i encara que el propi Dedekind, durant la seva vida, es refereix al llibre com a obra de Dirichlet, realment el llibre fou escrit completament per Dedekind, i la major part després de la mort de Dirichlet. | » |
| — Harold M. Edwards , Dedekind's Invention of Ideals | | |   |

Les edicions de 1879 i de 1894 de les Vorlesungen incloïen suplements que introduïen la noció d'ideal, fonamental a la teoria d'anells (encara que el terme "Anell", introduït posteriorment per Hilbert, no apareix en l'obra de Dedekind). Dedekind va definir un ideal com un subconjunt d'un conjunt de nombres, format per enters algebraics que satisfan equacions polinòmiques a coeficients enters. Aquest concepte va patir desenvolupaments posteriors gràcies a Hilbert i, especialment, a Emmy Noether. Els ideals generalitzen els nombres ideals d'Ernst Kummer, ideats com a part de l'intent de Kummer l'any 1843 de demostrar l'últim teorema de Fermat.

### Hilbert
David Hilbert va unificar l'àrea d'estudi de la teoria de nombres algebraics amb el seu tractat de 1897 Zahlbericht ((alemany) literalment, informe sobre els nombres). També, l'any 1770, va resoldre el problema de Waring, un resultat significatiu sobre teoria de nombres. En aquest cas, va utilitzar una demostració sobre l'existència de solucions al problema, però no va donar cap mètode explícit per a trobar-les.
Va realitzar una sèrie de conjectures sobre teoria de cossos de classes. Aquests conceptes van tenir una gran influència posterior, i el seu llegat es pot veure en els noms del cos de classes de Hilbert i del símbol de Hilbert en la teoria dels cossos de classes locals. Aquests resultats van ser demostrats al voltant de 1930, després de les investigacions del japonès Teiji Takagi.

### Artin
Emil Artin va establir la llei de reciprocitat d'Artin en una col·lecció de publicacions (de 1924, 1927 i 1930). Aquesta llei és un teorema general en teoria de nombres que forma una part central de la teoria de cossos de classes global. El terme "llei de reciprocitat" es refereix a una generalització d'una llarga sèrie de resultats sobre teoria de nombres, des de la llei de reciprocitat quadràtica i les lleis de reciprocitat d'Eisenstein i Kummer fins a la fórmula del producte de Hilbert per al símbol de Hilbert. El resultat d'Artin va proporcionar una solució parcial al novè problema de Hilbert.

### Teoria moderna
Al voltant de 1955, els matemàtics japonesos Goro Shimura i Yutaka Taniyama van observar una possible relació entre dues branques de les matemàtiques aparentment independents, les corbes el·líptiques i les formes modulars. El teorema de Taniyama-Shimura (en aquella època conegut com a conjectura) afirma que tota corba el·líptica és modular, en el sentit de què se li pot associar una única forma modular.
Inicialment, es va considerar que era poc probable que aquest teorema fos cert, però es va prendre de manera més seriosa quan André Weil va trobar proves que li donaven suport, encara que no el demostraven, de moment; com a resultat, aquesta conjectura "increïble" era coneguda com la conjectura de Taniyama-Shimura-Weil. Va formar part del programa de Langlands, una llista de conjectures importants que necessitaven ser demostrades o refusades.
Entre 1993 i 1994, Andrew Wiles va proporcionar una demostració del teorema de Taniyama-Shimura per al cas de corbes el·líptiques semiestables, que, juntament amb el teorema de Ribet, proporcionaven una demostració de l'últim teorema de Fermat. Tant l'últim teorema de Fermat com el teorema de Taniyama-Shimura eren considerats gairebé universalment com a indemostrables pels matemàtics contemporanis (en el sentit que es considerava que eren impossibles, o pràcticament impossibles, de demostrar amb el coneixement que es tenia a l'època). Wiles va anunciar per primer cop la seva demostració el juny de 1993 en una versió que aviat es va veure que tenia un error en un punt clar. Aquesta demostració va ser corregida pel mateix Wiles, en part en col·laboració amb Richard Lawrence Taylor, i la versió final i globalment acceptada fou completada el setembre de 1994, i formalment publicada en 1995. La demostració utilitza moltes tècniques de la geometria algebraica i de la teoria de nombres, i té moltes ramificacions en aquestes branques de les matemàtiques. També utilitza construccions habituals de la geometria algebraica moderna, com la categoria dels esquemes i la teoria d'Iwasawa, a més d'altres tècniques del segle xx inaccessibles per a Fermat.

## Nocions bàsiques

### Factorització única i el grup de classes d'ideals
Una de les primeres propietats de Z que deixa de ser certa en l'anell d'enters O d'un cos de nombres algebraics K és la factorització única d'enters en nombres primers. Els nombres primers de Z es generalitzen a elements irreductibles de O, i encara que, en alguns casos, existeix una factorització única dels elements de O en elements irreductibles (com en el cas dels enters de Gauss Z[i]), també pot haver-hi casos en què aquesta propietat no sigui certa, com en el cas de Z[√-5], on:
{\displaystyle 6=2\cdot 3=(1+{\sqrt {-5}})\cdot (1-{\sqrt {-5}})}.
El grup de classes d'ideals de O és una mesura de quant falla la factorització única d'element; en particular, el grup de classes d'ideals és trivial si i només si O és un domini de factorització única.

### Factorització d'ideals primers en extensions
Hom pot recuperar parcialment la factorització única per O si té la propietat de la factorització única d'ideals en ideals primers (és a dir, si és un domini de Dedekind). Això fa que l'estudi dels ideals primers de O sigui particularment important. Aquest és un altre concepte que canvia entre Z i O: els nombres primers, que generen els ideals primers de Z (de fet, tot ideal primer simple de Z és de la forma (p):=pZ per a algun nombre primer p), poden no generar els ideals primers de O. Per exemple, en l'anell dels enters de Gauss, l'ideal 2Z[i] no és un ideal primer; en efecte:
{\displaystyle 2\mathbf {Z} [i]=\left((1+i)\mathbf {Z} [i]\right)^{2}}.
Per altra banda, l'ideal 3Z[i] sí que és un ideal primer. La resposta completa per als enters de Gauss s'obté utilitzant el teorema de la suma de dos quadrats de Fermat: si p és un nombre primer senar,
- {\displaystyle p\mathbf {Z} [i]} és un ideal primer si {\displaystyle p\equiv 3{\pmod {4}}},
- {\displaystyle p\mathbf {Z} [i]} no és un ideal primer si {\displaystyle p\equiv 1{\pmod {4}}}.

La generalització d'aquest resultat senzill a anells d'enters més generals és un problema bàsic en teoria de nombres algebraics. La teoria de cossos de classes aconsegueix aquesta generalització quan K és una extensió abeliana de Q (és a dir, una extensió de Galois amb un grup de Galois abelià).

### Unitats
El teorema fonamental de l'aritmètica descriu l'estructura multiplicativa de Z. Afirma que qualsevol enter no nul es pot escriure (essencialment) de manera unívoca com un producte de potències primeres i ±1. La factorització única d'ideals de l'anell O recupera part d'aquesta descripció, pèro falla a l'hora d'identificar el factor ±1. Els enters 1 i -1 són els elements invertibles (és a dir, les unitats) de Z. Més en general, els elements invertibles de O formen un grup amb la multiplicació, anomenat grup de les unitats de O, i denotat per O×. Aquest grup pot ser molt més gran que el grup cíclic d'ordre 2 format per les unitats de Z. El teorema de les unitats de Dirichlet descriu l'estructura abstracta del grup de les unitats com un grup abelià. També és possible donar un enunciat més precís sobre l'estructura de O× ⊗Z Q com a mòdul de Galois per al grup de Galois de K/Q. La grandària del grup de les unitats, i la seva estructura de reticle, proporcionen una informació numèrica important sobre O, com es pot veure en la fórmula de classe numèrica.

## Resultats principals

### El grup de classes és finit
Un dels resultats clàssics de la teoria de nombres algebraics és que el grup de classes d'ideals d'un cos de nombres algebraics K és finit. L'ordre del grup de classes rep el nom de nombre de classe, i s'acostuma a denotar per la lletra h.

### Teorema de les unitats de Dirichlet
El teorema de les unitats de Dirichlet proporciona una descripció de l'estructura del grup multiplicatiu de les unitats O× dins l'anell d'enters O. Més específicament, afirma que O× és isomorf a G × Zr, on G és el grup cíclic finit consistent de totes les arrels de la unitat de O, i r = r1 + r₂ − 1 (on r1 denota el nombre d'immersions reals, i r₂ representa en nombre de parells d'immersions no reals conjugades de K). En altres paraules, O× és un grup abelià finitament generat de rang r1 + r₂ − 1, on la torsió consisteix només de les arrels de la unitat de O.

### Lleis de reciprocitat
En termes del símbol de Legendre, la llei de reciprocitat quadràtica per a primers senars positius afirma que:
{\displaystyle \left({\frac {p}{q}}\right)\left({\frac {q}{p}}\right)=(-1)^{{\frac {p-1}{2}}{\frac {q-1}{2}}}}.
Una llei de reciprocitat és una generalització de la llei de reciprocitat quadràtica.
Hi ha diverses maneres d'expressar les lleis de reciprocitat. Les primeres d'aquestes lleis trobades en el segle xix estaven expressades habitualment en termes d'un símbol de residus de potències (p/q) que generalitzava el símbol de reciprocitat quadràtica, el qual descriu quan un nombre primer és un residu de potència n-sima mòdul un altre primer, i proporciona una relació entre (p/q) i (q/p). Hilbert va reformular les lleis de reciprocitat dient que un producte sobre p de símbols de Hilbert (a,b/p), quan pren valors sobre les arrels de la unitat, és igual a 1. La llei de reciprocitat reformulada per Artin afirma que el símbol d'Artin dels ideals cap a elements d'un grup de Galois és trivial sobre un cert subgrup. Algunes generalitzacions més recents expressen les lleis de reciprocitat utilitzant la cohomologia de grups o representacions de grups adèlics o K-grups algebraics, i és complicat veure la seva relació amb la llei de reciprocitat quadràtica original.

### Fórmula de classe numèrica
La fórmula de classe numèrica relaciona molts invariants importants d'un cos de nombres amb un valor especial de la seva funció zeta de Dedekind.

## Àrees relacionades
La teoria de nombres algebraics interactua amb moltes altres disciplines matemàtiques. Utilitza eines de l'àlgebra homològica. Gràcies a l'analogia dels cossos de funcions amb els cossos de nombres, utilitza també tècniques de la geometria algebraica. Addicionalment, hom coneix com a geometria aritmètica l'estudi d'esquemes de dimensions superiors sobre Z, en comptes d'anells de nombres. La teoria de nombres algebraics també s'utilitza en l'estudi de les 3-varietats hiperbòliques aritmètiques.